# 香山公园

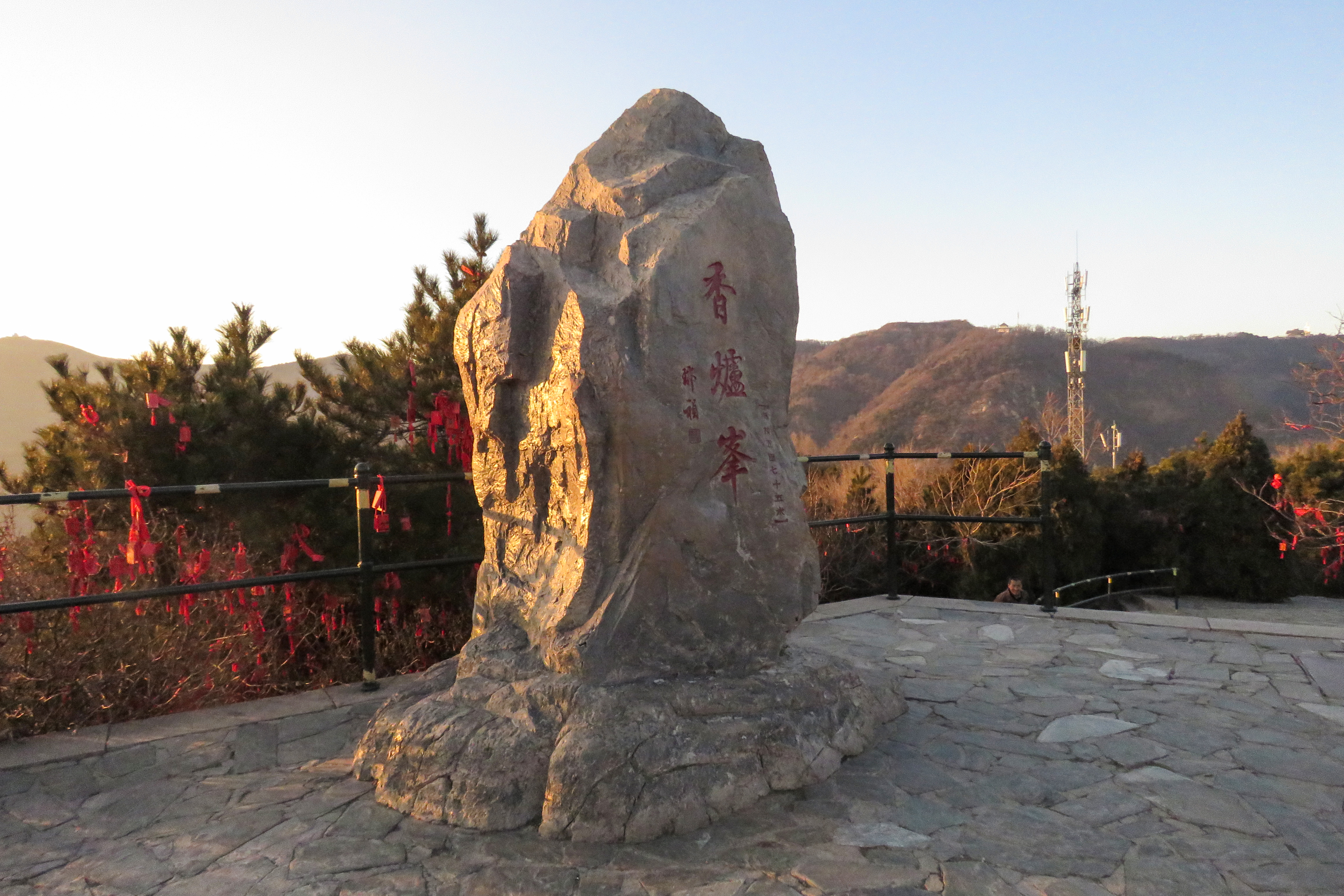
香炉峰顶

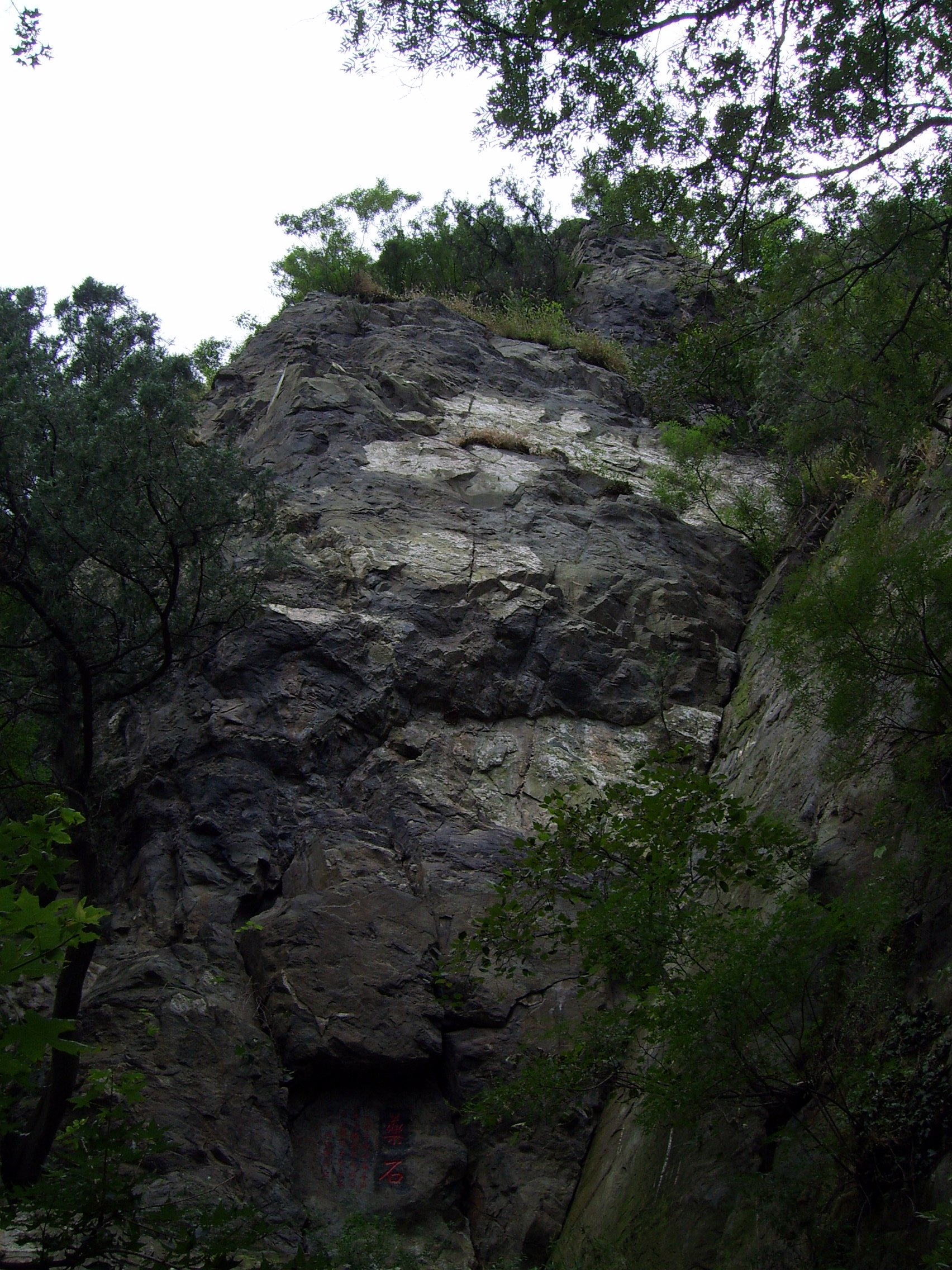
森玉笏

香山公园，原名“静宜园”，为清朝皇家园林，位于北京市海淀区买卖街40号。北京每年秋季观赏红叶期间，通常会有数十万游客到香山赏红叶。

## 歷史
香山公园地处小西山山脉东麓，占地面积188公顷。公园因在香山而得名，其主峰香炉峰俗称“鬼见愁”，海拔达到575米。
如今的香山永安寺（俗称“香山寺”）“创自李唐，沿于辽金”。金朝大定二十六年（1186年），金世宗重修该寺，赐名“大永安寺”，并在该寺旁边建有行宫。金章宗年间，此处为西山八大水院之一的潭水院。后来该寺历朝不断获得修缮。元朝、明朝时期，皇家在香山兴建行宫，每年夏秋皇帝来此狩猎乘凉。清朝康熙十六年（1677年），在香山寺附近开始建造香山行宫。雍正十三年（1735年），对香山行宫进行了扩建。乾隆十年（1745年），在香山兴建大型皇家园林（即日后的“静宜园”），建成二十八景。乾隆十二年（1747年），香山行宫更名为“静宜园”，此名为乾隆帝所赐。清朝京西的“三山五園”中，静宜园占其中一山（香山）一园（静宜园）。该园也是燕京八景之一西山晴雪的所在地。
咸丰十年（1860年），静宜园被英法联军劫掠焚毁。光绪二十六年（1900年），静宜园又遭八国联军洗劫破坏。1913年秋，英敛之在静宜园创办“辅仁社”，招收天主教会青年就学，此为天主教辅仁大学的前身。1917年直隶省发生水灾，熊希龄在静宜园创建“香山慈幼院”。中华民国大陸时期，静宜园内除了香山慈幼院之外，其地多被各界名人占据，兴建了数目繁多的私人别墅。1949年3月25日，中共中央进驻香山，同年底迁离，移往北京城内。1956年，静宜园被开辟为香山公园，对游客开放。1979年，碧云寺重修，作为香山公园的一部分对外开放。
香山公园森林覆盖率达到96%，其中有古树5800余株，占北京城区古树总数的四分之一。香山公园是北京市负氧离子最高的区域之一。1986年，香山红叶被评为“新北京十六景”之一。香山红叶主要包括8科14个树种，总数达到14万株，种植面积大约为1400亩。其中，黄栌共有10万多株，种植面积1200亩，是香山红叶的主体树种。1993年起，香山公园连续每年被评为“首都文明单位”。2001年，香山公园被国家旅游局评为国家AAAA级旅游景区，2002年又被评为第一批“北京市精品公园”，2004年通过ISO9001国际质量管理体系以及ISO14001国际环境管理体系认证。
香山公园將中共中央在香山辦公場所改造為香山革命纪念地（包含纪念馆和革命旧址）。2019年9月12日，中共中央總書記、國家主席、中央軍委主席習近平前往香山革命紀念地參觀。2019年9月13日，香山革命紀念地開始向公眾開放。

## 建筑

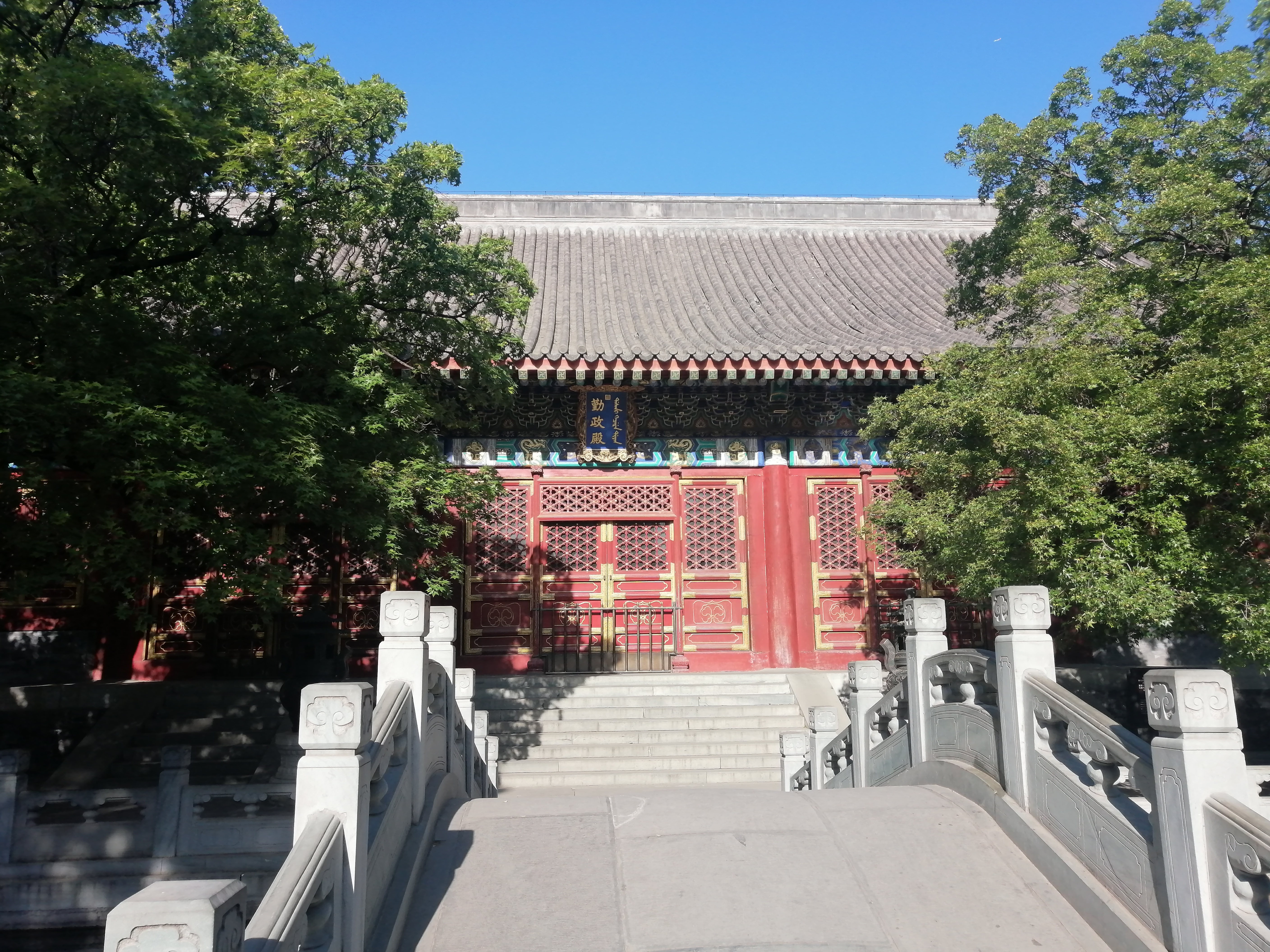
勤政殿

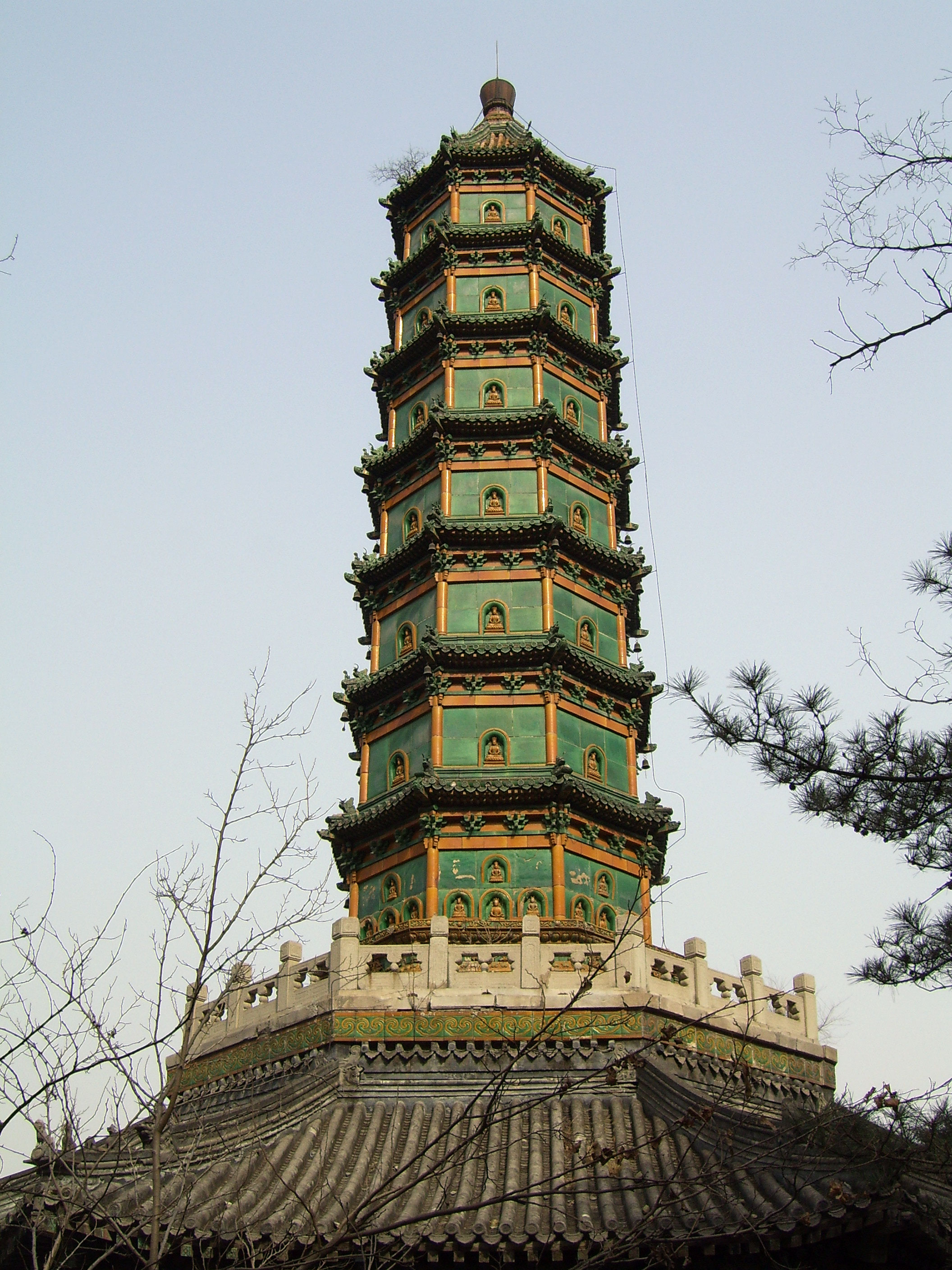
琉璃塔

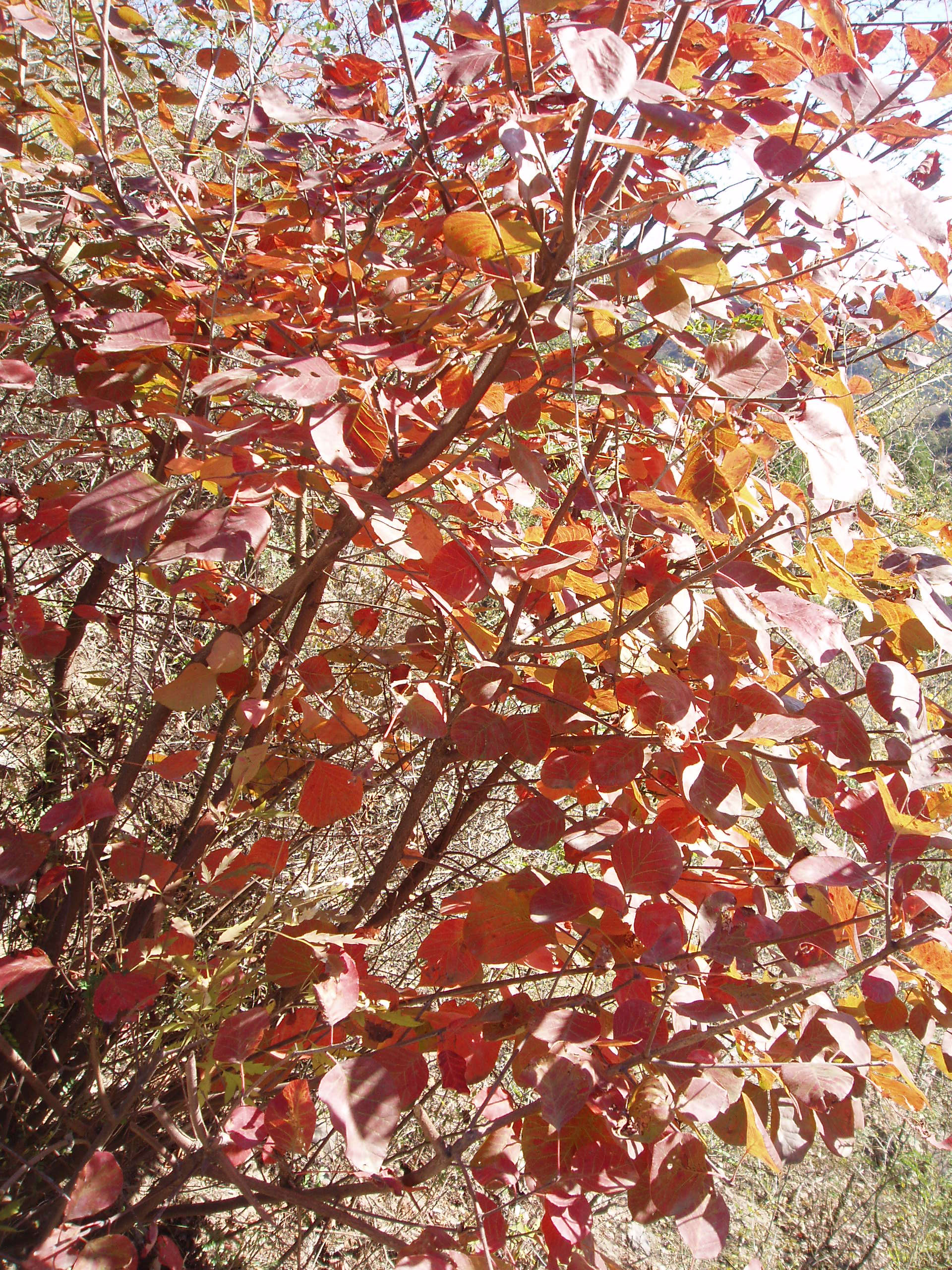
香山红叶

静宜园原有“静宜园二十八景”。经1860年英法联军、1900年八国联军破坏后，原有建筑除见心斋、宗镜大昭之庙（简称“昭庙”）以外，都已荡然无存。2002年7月，国家投资1000万元人民币复建勤政殿，2003年勤政殿对游客开放。2012年，香山寺启动复建工程。从1984年到2012年，“静宜园二十八景”中，已有6处（璎珞岩、翠微亭、隔云鐘、玉华岫、勤政殿、玉乳泉）完成复建，其他22处中，有6处（丽瞩楼、栖云楼、来青轩、香岩室、驯鹿坡、虚朗斋）因为原址被香山饭店等新建筑占用或原建筑修复形式不能确定而无法复建，其余16处将全部复建，其中香山寺是规模最大的一处。

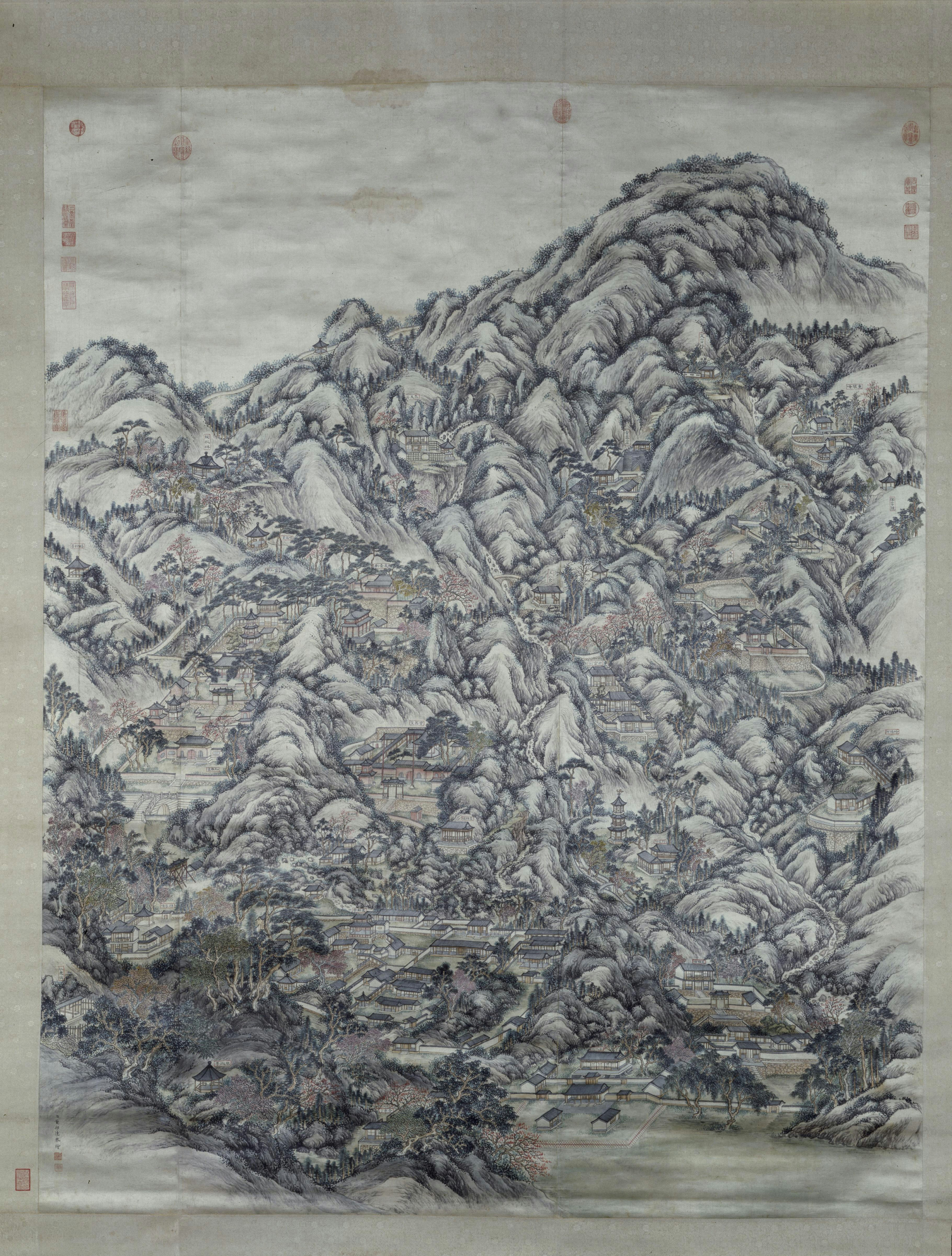
清董邦达绘《静宜园二十八景图》（北京故宫博物院藏）

静宜园分为三部分：内垣、外垣、别垣。静宜园内大小景点80余处，建筑群50余处，其中28处有乾隆帝的题字或赋诗，被称为“静宜园二十八景”。静宜园二十八景包括以下位于内垣和外垣的28处。别垣另有“别垣二景”，不在这28处之内。
- 内垣

1. 勤政殿：位于静宜园东南角，是皇帝听政之所，始建于清朝乾隆十年（1745年），由正殿、南北配殿、朝房、假山、月河、牌楼等建筑组成。
2. 丽瞩楼
3. 绿云舫：乾隆十年（1745年）仿承德避暑山庄“云帆月舫”修建，1860年毁于英法联军。
4. 虚朗斋
5. 璎珞岩：位于翠微亭北侧，是一处人工堆叠的假山，假山前有亭。1984年修复。
6. 翠微亭：位于静翠湖西南侧。1860年毁于英法联军。1920年被香山慈幼院改造为养蚕室。1991年重建。
7. 青未了：名字源于杜甫诗句“岱宗夫如何？齐鲁青未了。”
8. 驯鹿坡
9. 蟾蜍峰：又名乳峰石，位于欢喜园西墙外，是两块天然石峰，因酷似蟾蜍而得名。
10. 栖云楼：遗址位于双清别墅内。
11. 知乐濠：位于香山寺山门外，名字源于《庄子·秋水》“子非鱼，安知鱼之乐。”
12. 香山寺
13. 听法松：香山寺西佛殿外的两棵白皮松。
14. 来青轩：香山寺东路建筑，始建于明朝，万历帝御题“来青轩”。
15. 唳霜皋：位于香山寺西北的一座六方亭。
16. 香岩室：位于香山寺西部的洪光寺内，该寺于明朝成化四年（1468年）由原籍高丽的太监郑同所建，寺内格局模仿朝鲜金刚山千佛绕毗卢的样式。1860年毁于英法联军。中华民国年间，成为田中玉的私人别墅。
17. 霞标蹬
18. 玉乳泉
19. 绚秋林
20. 雨香馆：由宫门、翠微山房、洒兰书屋、林天石海、揽秀亭等建筑组成，还有乾隆帝御题“削玉”二字。

- 外垣

1. 晞阳阿：名字源于楚辞中的“晞女髮兮阳之阿”，位于森玉笏西北，建筑有晞阳阿、观音阁、延月亭、朝阳洞等。朝阳洞为一石穴，外有乾隆帝御题“朝阳洞”三字，旁边峭壁上还有乾隆帝御制诗八首。
2. 芙蓉坪：位于昭庙西南侧山腰的三间楼阁。
3. 香雾窟：又称静室，位于半山，外有城垣和城关，内有游廊、殿宇、亭子等建筑。
4. 栖月岩：名字源于《水经注》“岭纡曦轩，峰驻月驾，斯崖有焉。”原为三间厅室。
5. 重翠崦
6. 玉华岫：位于芙蓉馆南侧，包括玉华寺、玉华岫、皋涂精舍、邀月榭、绮望亭、溢芳轩等建筑。明朝正统九年（1444年）建玉华寺，清朝乾隆十年（1745年），在寺旁增建玉华岫等建筑。
7. 森玉笏：位于西山晴雪东南侧，为巨大而光滑的石壁，高15米，因像上朝大臣拿的朝天笏而得名，上刻乾隆帝御笔“森玉笏”三个大字。包括超然堂、旷览台、碧峰馆、胜亭等建筑。
8. 隔云鐘：《日下旧闻考》载：森玉笏东北峰上有亭为隔云鐘。1994年8月重建。隔云钟地势较高，可以听到附近卧佛寺、宝胜寺、法海寺、大觉寺的钟声。

- 别垣：位于公园北部，内有“别垣二景”

1. 昭庙：位于见心斋南侧
2. 正凝堂：位于香山公园北门内的眼镜湖西侧的见心斋内。

除此之外，在香山公园内北侧，有碧云寺，其内有金刚宝座塔（孙中山衣冠冢）、孙中山纪念堂；在中華人民共和國成立70週年時香山公園建成香山革命紀念地，由双清别墅、来青轩等中共中央在香山的8处革命旧址组成。

## 索道
2013年9月16日中午12时25分许，一位59岁男子乘索道下山途中，突然从吊椅坠落，摔至半山腰。经三个多小时抢救，未能挽救男子生命。乘客坠落时尚未昏迷，曾对工作人员表示自己乘索道时感到胸闷。北京市海淀区人民法院一审判决香山公园承担30%的责任，赔偿死者家属30万元。2021年，有市民向北京市公园管理中心举报香山公园索道的问题，但未获得重视，也未进行整改。2023年11月18日，海淀区香山公园索道再次出现类似事故，北京市领导做了重要批示。为严防北京市其他各区出现类似事故，包括平谷区在内的各区相关部门对旅游景区进行了全面摸排。